# Pesca em Melilha

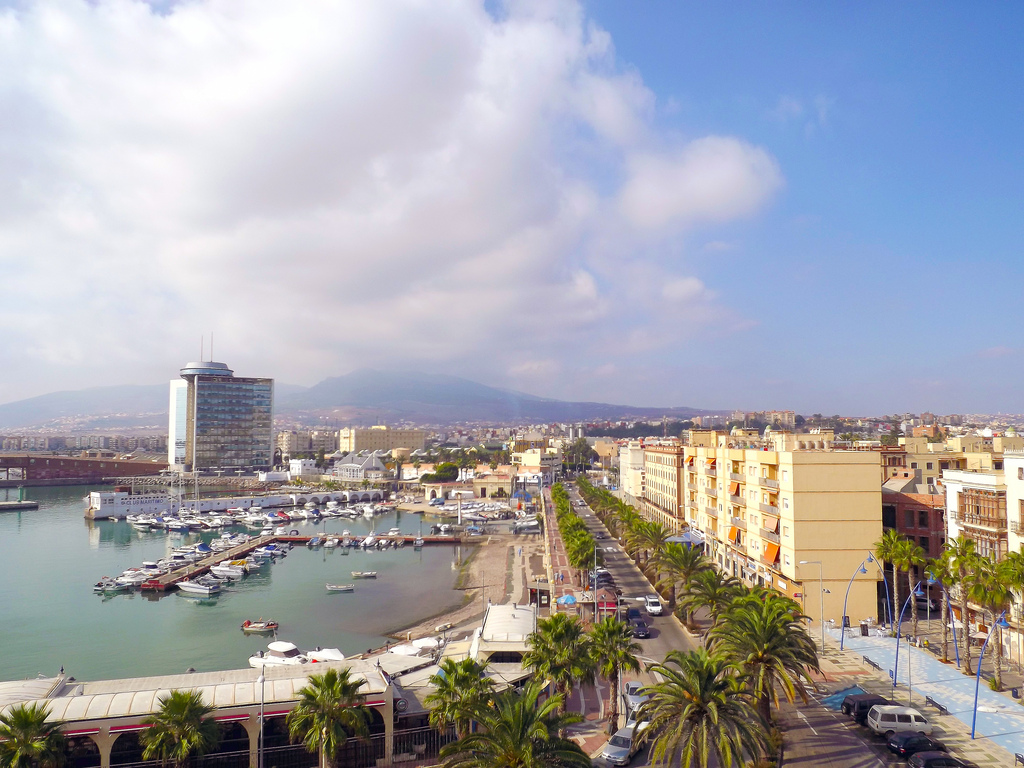
Dársena pesqueira do porto de Melilha

A indústria pesqueira em Melilha foi durante décadas um dos pilares económicos da cidade, proporcionando emprego direto e indireto a centenas de pessoas e abastecendo tanto ao mercado local como aos mercados peninsulares e europeus. Seu auge produziu-se a começos do século  e teve seu ponto culminante entre as décadas de 1920 e 1930, dantes de entrar em declive para a segunda metade do século XX.

## História

### Idade Moderna

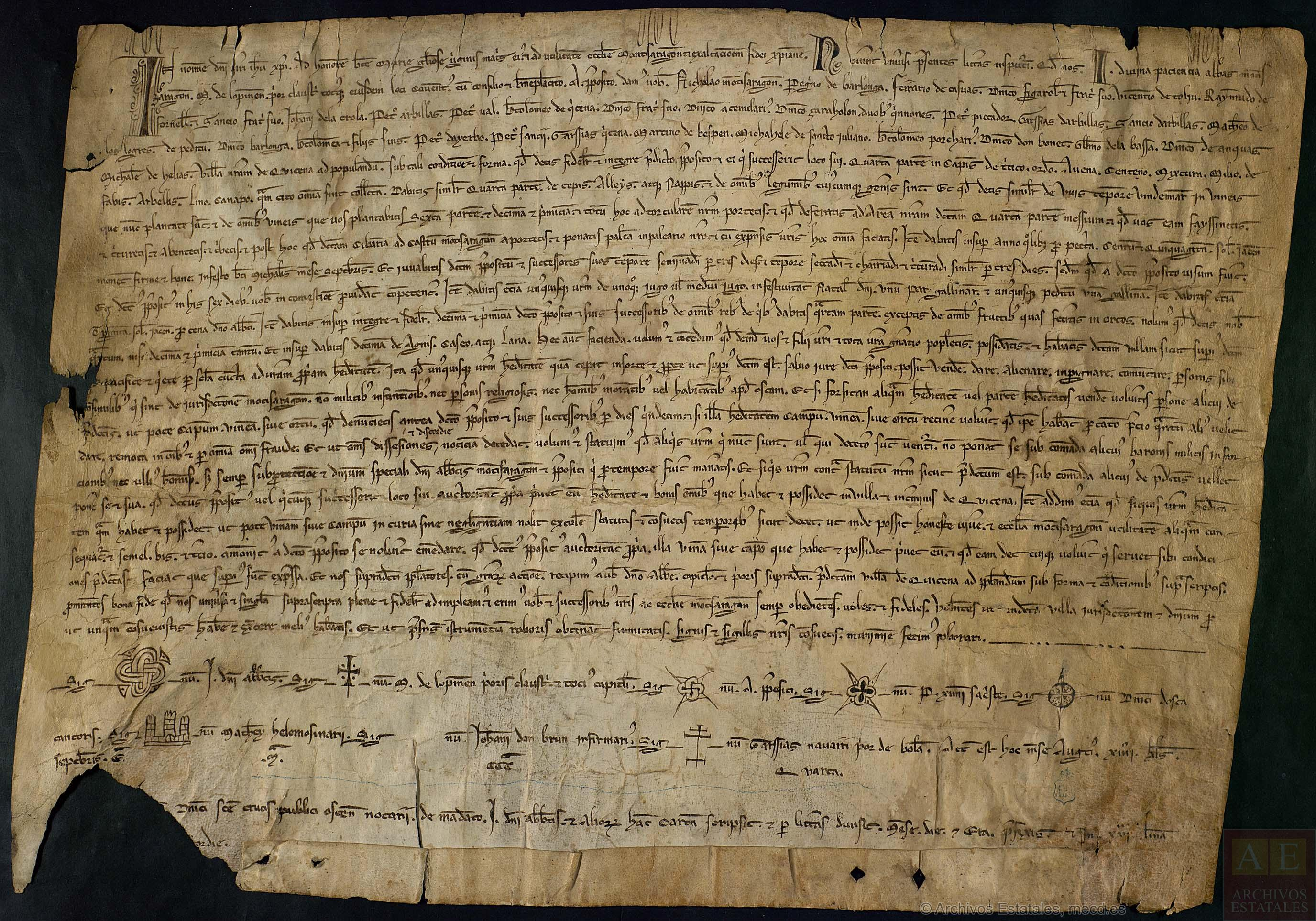
Carta povoa

As águas do Mar de Alborán, por seu carácter de confluencia entre o Atlántico e o Mediterráneo, têm sido desde a antiguidade uma zona rica em biodiversidade marinha. Já no século XVI , o viajante León o Africano descreve a actividade pesqueira na região rifeña, mencionando pesquerías em localidades como Terga, Badis, Ielles, Tegassa e Melilla, onde se explodiam espécies como a sardina ou as ostras.
Depois da conquista de Melilha por Castilla em 1497, a cidade foi repoblada com gentes de diferentes oficios. Na Carta de População de 1499, solicitavam-se expressamente pescadores com embarcações e redes, bem como outros com anzóis e cordeles. Desde então, pesca-a manteve-se como uma actividade constante, ainda que frequentemente interrompida pelos conflitos bélicos com tribos rifeñas e guelayenses, como refletem as Efemérides de Gabriel de Morais.

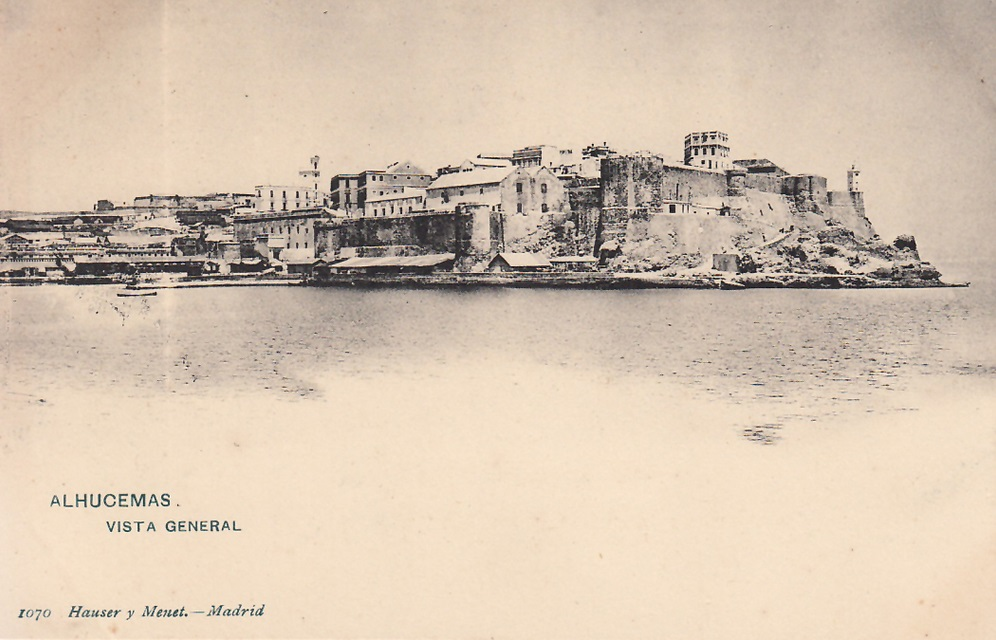
Melilla A Velha (1900)

### Idade Contemporânea

#### Primeiras exportações e auge industrial

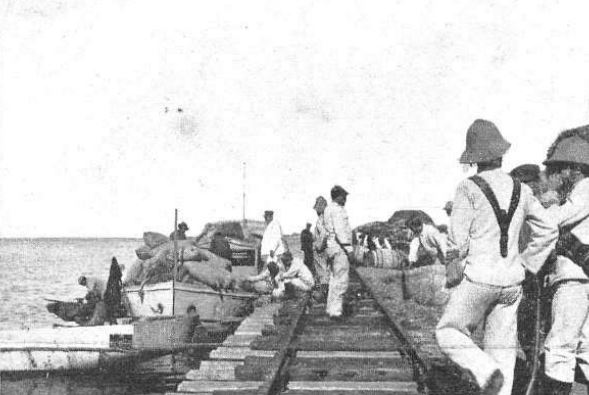
Berço na Mar Garota (1909)

Com o crescimento da população civil no século XX , pesca-a começou a satisfazer não só o mercado local, senão também a exportação. Em 1907 começou a operar a primeira conservera moderna, San Luis, fundada por Luigi Dassori, que exportava a Itália e Alemanha. Nesse mesmo ano exportaram-se milhares de quilos de conservas, pescado fresco e salgado a Europa e Espanha.
O artigo segundo da Lei do Porto Franco foi modificado para permitir a exportação de pescado sem impostos. As capturas de sardinas e boquerones eram especialmente importantes nos meses de inverno. Em verão, o atum concentrava-se em zonas como as Ilhas Chafarinas. Pesca-a na Mar Garota também adquiriu relevância, especialmente com espécies como a dourada, o salmonete e o langostino.

## Frota e técnicas de pesca
Durante as primeiras décadas do século XX , a frota pesqueira melillense compunha-se de sardinales, jábegas e embarcações de arraste como o bou. A partir de 1916 começaram a instalar-se motores nas embarcações, o que permitiu ampliar o rádio de acção e melhorar o rendimento das campanhas.

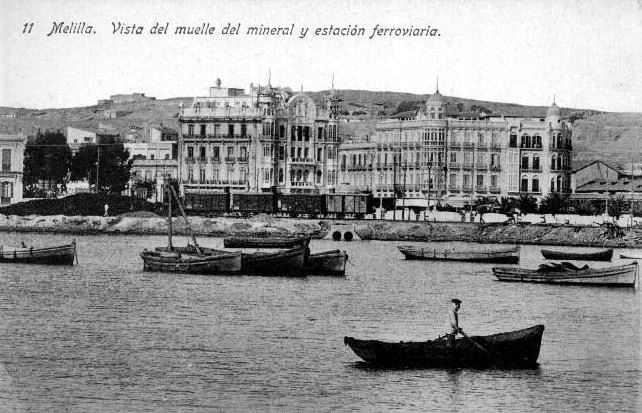
Porto pesqueiro de Melilla em 1920

Em 1931, Melilla contava com 129 embarcações registadas, entre elas 14 bacas a vapor, 14 a motor, 20 embarcações palangreras e 32 embarcações dedicadas à arte de luz com 47 botes auxiliares, bem como duas jábegas. Esta frota estava tripulada por 956 homens, aos que se somavam 260 empregados na indústria auxiliar, incluindo fábricas conserveras, salazones e tarefas de exportação.
Graças a este desenvolvimento, Melilla chegou a ter a segunda frota pesqueira mais importante de Espanha, só por trás de Vigo, se convertendo num referente do sector a nível nacional durante os anos 20 e 30.

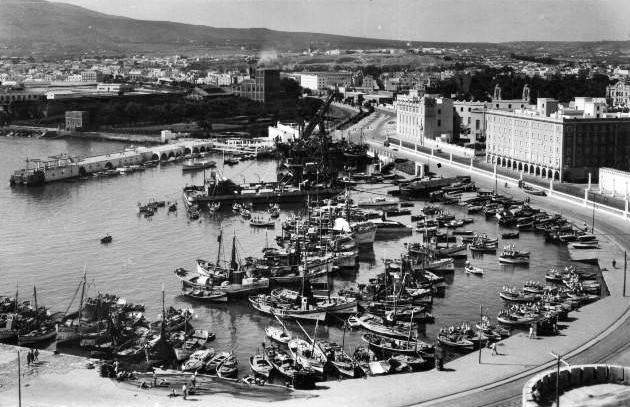
Porto pesqueiro de Melilla em 1960

Entre as artes de pesca mais utilizados encontravam-se:
- Sardinal: rede de deriva para capturar sardinas.
- Jábega: arte de arraste desde a costa.
- Bou: arraste entre duas embarcações.
- Mamparra: arte de cerco que substituiu ao sardinal.
- Arte de cerco com luz: introduzido em 1917, incrementou a eficiência mas gerou controvérsia pelo risco de sobreexplotación.

## Infra-estrutura portuária e armazéns
A começos do século XX , Melilla carecia de um porto adequado. As embarcações varaban na praia ou fondeaban na rada, o que as expunha aos temporais de levante. O primeiro armazém, conhecida como A Florentina, se inaugurou em 1916, ainda que cedo resultou insuficiente. Em 1921, inaugurou-se uma nova pescadería na explanada de San Lorenzo, projectada pelo engenheiro Francisco Carcaño.
As instalações portuárias modernas não se desenvolveram até os anos 40, quando se habilitou a dársena pesqueira no berço ribera do porto comercial.
Em 1945 fundou-se a Cofradía de Pescadores de Melilla, sendo seu primeiro Padrão Maior Ángel Romero Loiro.

## Exportação de pescado
O pescado exportava-se principalmente através do correio marítimo com Málaga, e de ali distribuía-se por caminho-de-ferro a Madri e outros destinos. As sardinas salgavam-se em caixas de madeira, as espécies finas como a pescadilla se embalaban em gelo, e as gambas se cocían previamente. Em 1930 registaram-se exportações de:
- 1.922.920 kg de sardinas e boquerones a Málaga.
- 420.000 kg de gambas à Península.
- 427.290 kg a Marrocos.
- 99.480 kg a Orán.

Também se desenvolveu o sistema de trasbordo a vapores rápidos, que operavam entre Melilla e portos como Alicante, Valencia ou Barcelona.

## Indústria conservera e de salazón

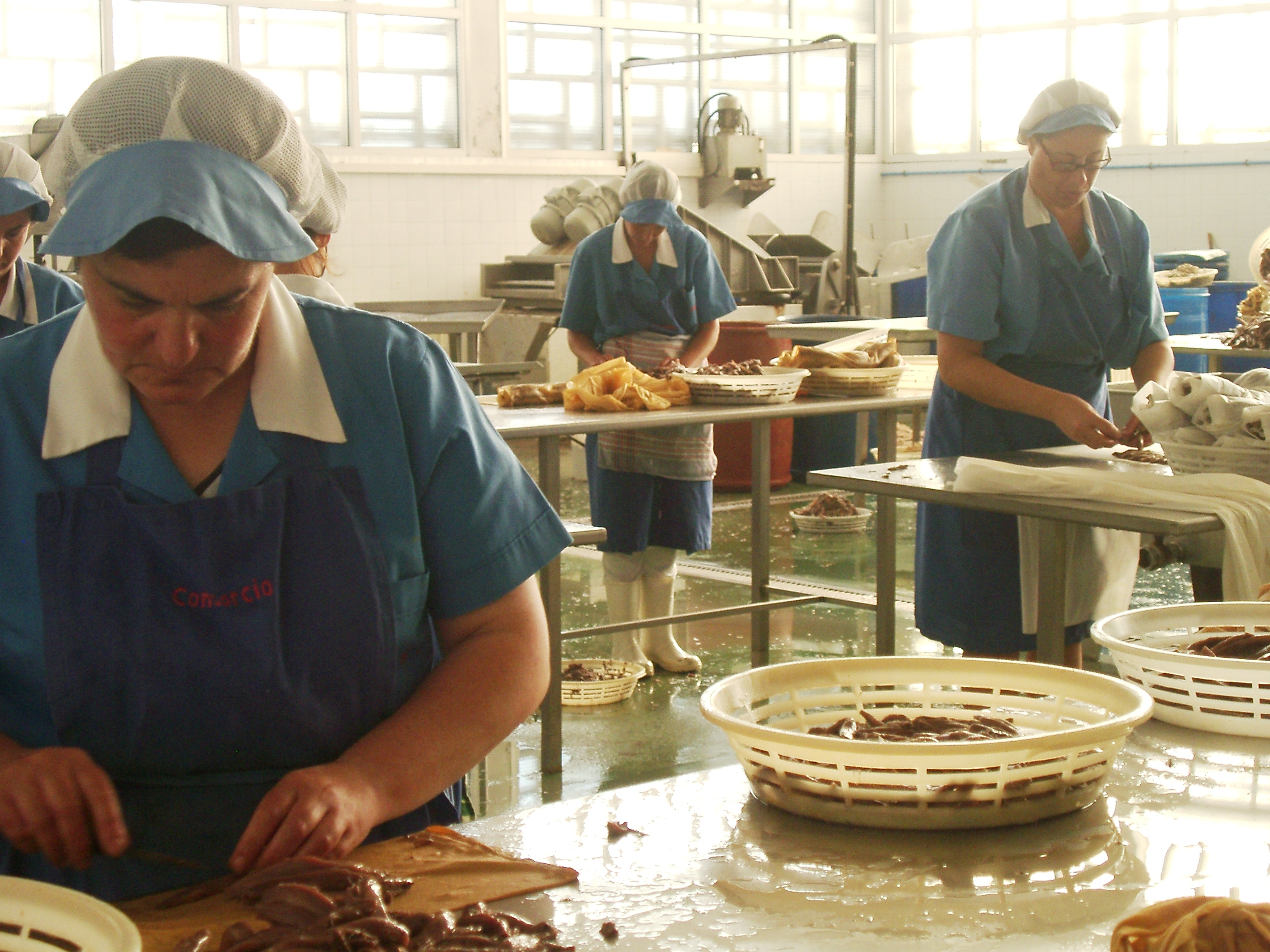
Trabalhadoras de uma conservera

A primeira grande conservera foi San Luis, que em seu primeiro ano (1907) exportou 150 toneladas de pescado em salmuera e 50 toneladas de atum em azeite. Em 1927 empregava umas 30 mulheres e 3-4 homens, e em 1930 exportou 250 toneladas. Outra fábrica relevante foi a de Manuel Rosas, também situada no bairro Industrial.
Quanto às salazones, destacaram empresas como Algarra e Miquel. Junto a estas indústrias, muitas pessoas dedicavam-se à preparação do pescado para sua exportação.

## Declive
Apesar do importante desenvolvimento atingido, a indústria pesqueira de Melilla começou sua declive a partir dos anos 60, devido a múltiplos factores como a sobrepesca, a concorrência de outras regiões, a redução de caladeros e a transformação do modelo económico da cidade. A princípios da década de 1980 cessou praticamente toda a actividade industrial pesqueira.

## Impacto económico
Durante as primeiras décadas do século XX , pesca-a foi um dos sectores económicos mais importantes de Melilla, junto com o comércio trans-fronteiriço e a presença militar. A indústria pesqueira não só gerou um grande número de empregos diretos e indiretos, sina que também contribuiu significativamente às exportações da cidade. Em 1931, o sector pesqueiro estava associado a uma frota que empregava a mais de 1.200 pessoas, incluindo marinheiros e trabalhadores em fábricas conserveras e de salazón.
Pesca-a, junto com o comércio e a actividade militar, formava um triângulo económico fundamental na estrutura produtiva de Melilla durante o século XX . No entanto, a diversificação da economia nas últimas décadas levou a que a pesca fosse perdendo relevância, enquanto o comércio e o sector militar mantiveram sua importância.

## Homenagem à frota pesqueira

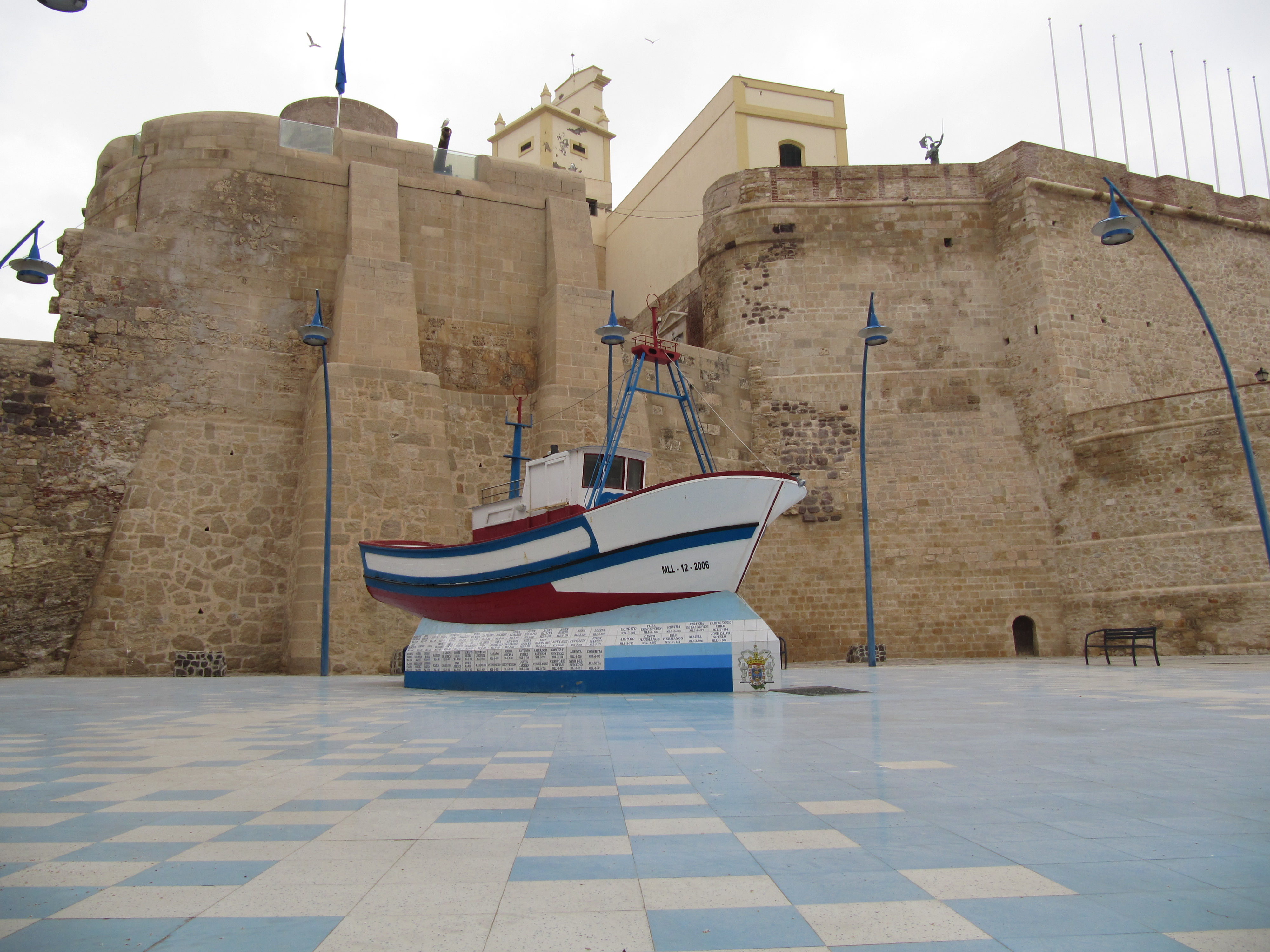
Homenagem à frota pesqueira de Melilla

Como reconhecimento ao papel fundamental da pesca na história recente de Melilla, a cidade inaugurou a Praça dos Pescadores, situada junto ao porto, e presidida por uma escultura de uma embarcação pesqueira. Este monumento simboliza o esforço de gerações de marinheiros e trabalhadores do mar que contribuíram ao desenvolvimento económico e social da cidade. A obra constitui uma homenagem à memória coletiva das famílias que viveram do mar e que forjaram a identidade marítima de Melilla.

## Reactivação do sector pesqueiro
Nos últimos anos, o Governo de Espanha tem lançado um Plano Estratégico Integral para revigorar o sector pesqueiro em Melilla. Este plano procura diversificar a actividade pesqueira para a economia azul, fomentando o turismo e o desenvolvimento sustentável através da integração de actividades como os cultivos marinhos e a indústria transformadora associada à pesca.
As autoridades locais e a Autoridade Portuária de Melilla estão a trabalhar na remodelagem da Dársena Pesqueira, transformando num espaço multifuncional que incluirá áreas dedicadas ao lazer, a cultura e o comércio, ao mesmo tempo que se mantêm as actividades pesqueiras tradicionais. Espera-se que esta revitalización gere novos empregos e reactive a economia local, ao mesmo tempo que contribui a preservar a identidade marítima da cidade.

## Veja-se também
- Mar de Alborán
- História de Melilla
- Pesca em Espanha
- Conservas de pescado
- Cofradía de pescadores